# Cesare Bazzani
Cesare Bazzani (Roma, 5 marzo 1873 – Roma, 30 marzo 1939) è stato un architetto e ingegnere italiano.
Accademico d'Italia, fu uno dei maggiori e più prolifici artefici dell'architettura pubblica italiana del primo Novecento, particolarmente in età fascista.

## Biografia

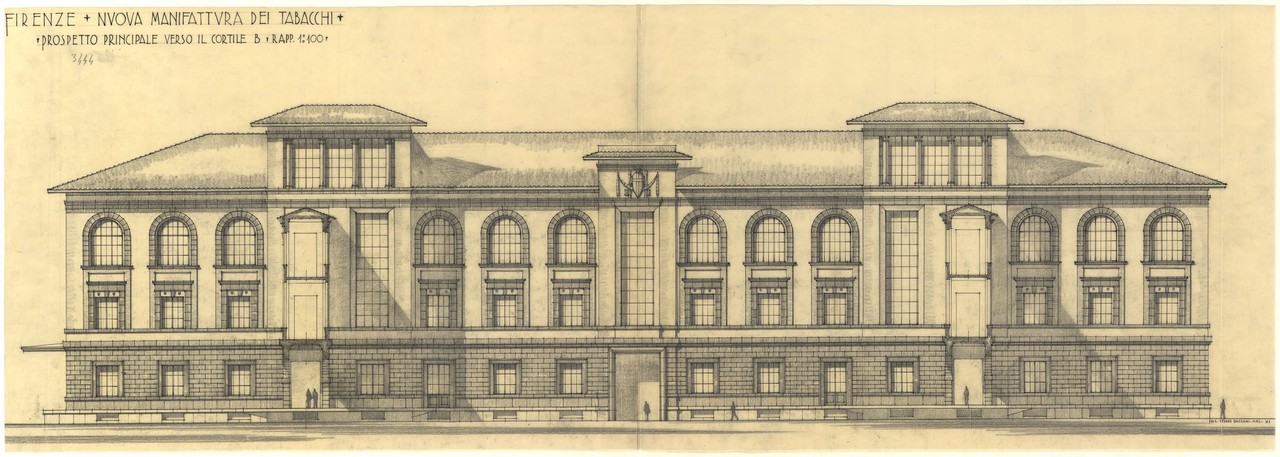
Prospetto dello Stabilimento Nuova Manifattura Tabacchi di Firenze, 1928.

Figlio di Luigi, valente scenografo, Bazzani si laureò brillantemente in architettura tecnica (ingegneria civile) nel 1896. Inizialmente, dopo aver progettato la sede del Circolo Canottieri Aniene di Roma nel 1897, si dedicò al restauro di edifici medievali romani, tra cui l'Albergo dell'Orso, il palazzotto della Fornarina e alcune casette di San Paolino alla Regola. Nel 1908 la vittoria del concorso per la Galleria d'Arte Moderna della capitale, che seguì l'affermazione fiorentina dei suoi progetti per la facciata di San Lorenzo (1905) e per la Biblioteca Nazionale Centrale (1906) nonché il Gran Premio Reale vinto a Milano nel 1906, lo portò prepotentemente alla ribalta nazionale, dando una decisa accelerata alla sua prestigiosa carriera d'architetto, costellata di eminenti incarichi pubblici. Bazzani fu infatti professore al Museo Artistico Industriale di Roma dal 1903 al 1920, consigliere comunale della sua città dal 1913 al 1920, membro straordinario del Consiglio superiore dei Lavori Pubblici dal 1915 al 1923, membro di diverse accademie di belle arti, tra cui quella di Brera, nominato Grande Ufficiale dell'Ordine della Corona d'Italia nel 1922 (quindi Cavaliere di Gran Croce decorato del Gran Cordone dello stesso Ordine nel 1936), dal 1929 accademico d'Italia e, nel 1936, presidente della Consulta Centrale dell'edilizia e dell'urbanistica presso il ministero dell'Africa Italiana. Alle esposizioni internazionali di Venezia (1908) e di Roma (1911), inoltre, vinse la Grande Medaglia d'Oro. 

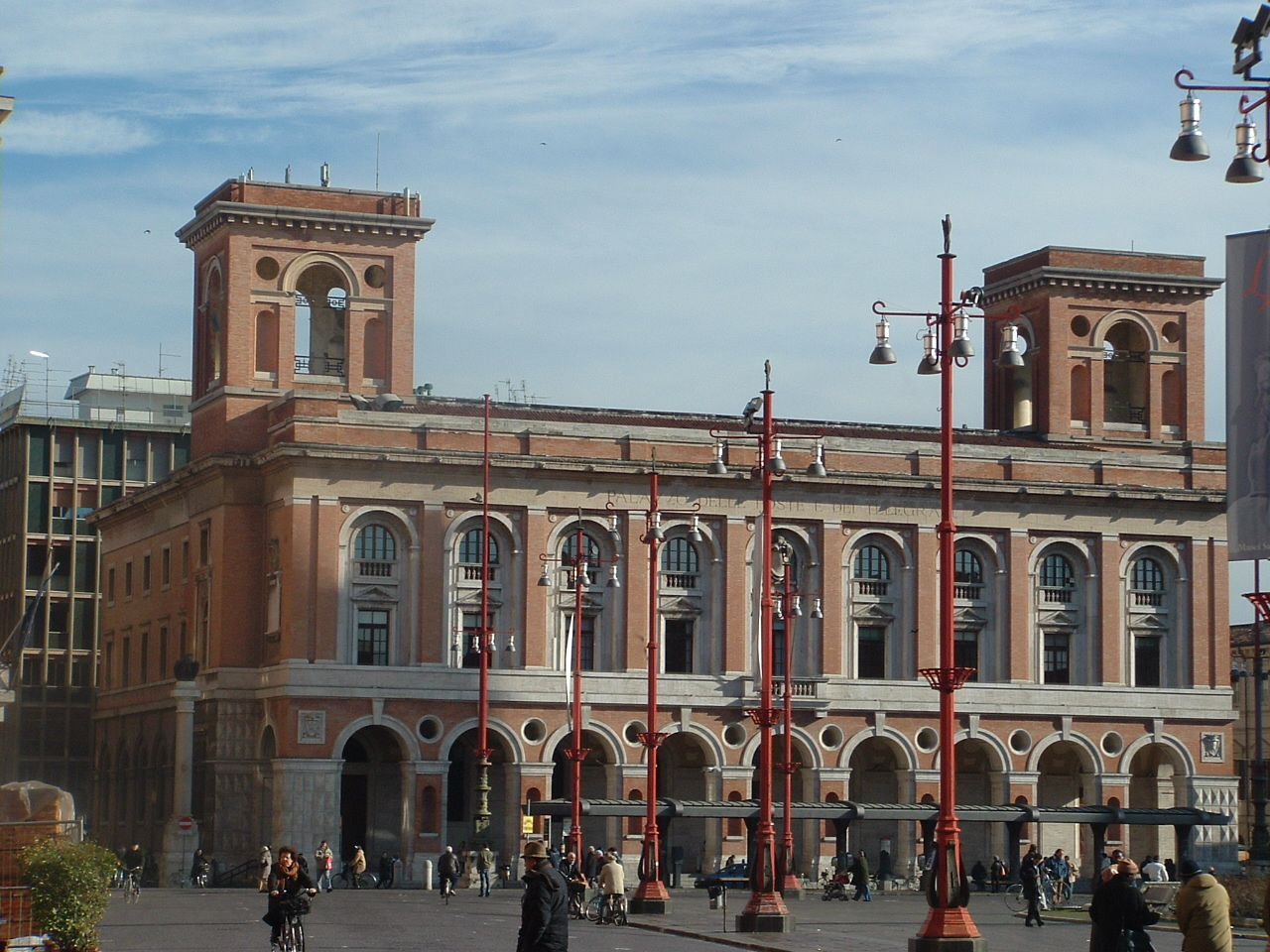
Forlì: Palazzo delle Poste.

Tra le sue opere, improntate a magniloquenza e grandiosità, di stile sostanzialmente eclettico e spesso costellate di simboli massonici, spiccano la Biblioteca Nazionale Centrale di Firenze (1911), la Galleria d'Arte Moderna di Roma (1911), il Palazzo della Cassa di Risparmio ad Ascoli Piceno (1912-1915)), il Palazzo del Governo (1920) e la chiesa del Carmine di Messina, il Casinò di Anzio, conosciuto anche come Paradiso sul mare (1924), la facciata della basilica di Santa Maria degli Angeli ad Assisi (1924-1930),  la sede del Ministero della Pubblica Istruzione a Roma (1928), il Teatro del Littorio a San Severo (1929-1937), la sistemazione dell'Isola Tiberina a Roma (1930-1935), la Caserma dei Carabinieri sul lungomare di Bari (1932-1935), il Palazzo del Governo di Foggia (1934), la Stazione Marittima a Napoli (1936), il Palazzo delle Poste di Taranto (1937), un progetto non eseguito per la Cattedrale di Addis Abeba (1938) e la cattedrale di Pescara (1939), il Santuario del Santissimo Crocifisso a Treia (MC) (inizio '900).

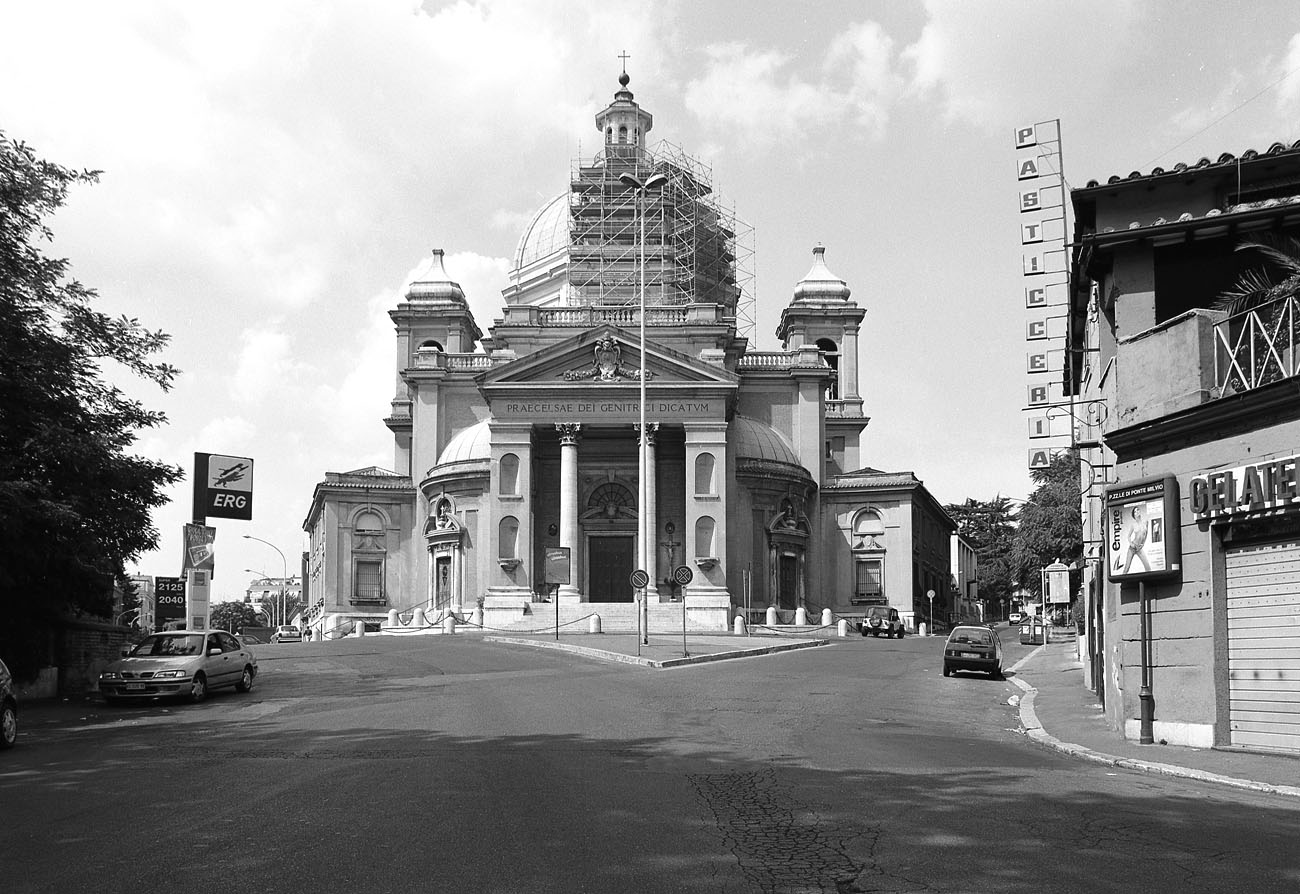
La Chiesa della Grande Madre di Dio a Roma

Altre notevoli architetture bazzaniane emergono nel tessuto urbano di Forlì, durante il fascismo centro simbolicamente importante in quanto "Città del Duce". Si tratta del Palazzo delle Poste (1930-1933), del monumento alla Vittoria, o ai Caduti (1931-1933), della Casa del Mutilato (1930-1932), delle Palazzine Gemelle, rispettivamente sede dell'Impresa Bazzani e dell'impresa Benini, (1932) e del Palazzo degli Uffici Statali (1935-1936).

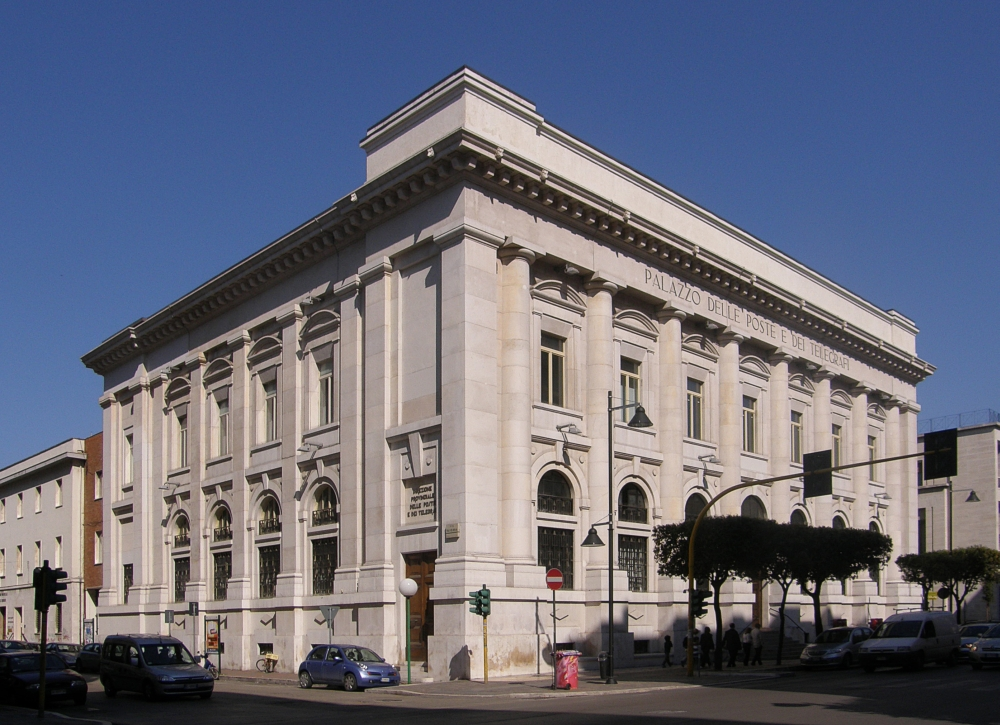
Palazzo delle Poste centrali, Pescara

A Bazzani si devono inoltre moltissimi interventi di edilizia di qualità nella città di Terni come ad esempio: la Palazzina Alterocca (1901-1903), il Palazzo Pontecorvi (1902-1916), Villa Fongoli (1903), la Regia Scuola Industriale (1915-1926), il Palazzo delle Poste (1918-1936), la Palazzina Manni (1919-1923), la chiesa di sant'Antonio (1923-1935), Villa Bazzani (1928-1936), il Palazzo della Provincia (1930-1936), l'edificio dell'INFPS (1932-1934) e l'Albergo Beta (1935-1936), nonché il complesso di Galleto (1927) nei pressi della cascata delle Marmore. Proprio nella città di Terni e in particolare nell'Archivio di Stato è conservato l'archivio dei progetti dell'architetto.
Suoi sono anche alcuni dei lavori nella città di Rieti: la riparazione e ampliamento del Municipio (1909), il Palazzo delle Poste e dei Telegrafi (1934) e la sistemazione a esedra dell'ingresso di Porta Romana sulla Via Salaria. A Bazzani si deve inoltre la progettazione del palazzo dell'INFPS di L'Aquila (lavori iniziati nel 1937) realizzato all'ingresso del Corso Federico II, che vedeva sul lato prospiciente la realizzazione di analogo edificio INFAIL. L'edificio, danneggiato dal sisma del 6 aprile 2009, è stato recentemente ristrutturato ed ancora oggi ospita gli uffici INPS.
Per Pescara, città in fervente sviluppo edilizio durante il fascismo, dopo l'unione con il comune di Castellammare Adriatico nel 1927, Bazzani viene chiamato insieme a Vincenzo Pilotti per la realizzazione di nuovi edifici di rappresentanza e sedi di uffici pubblici. Realizzò la nuova Cattedrale di San Cetteo nel quartiere Portanuova (1933-38), nota anche come "Tempio della Conciliazione", il Palazzo della Camera di Commercio in via Conte di Ruvo, il Palazzo delle Poste centrali nel 1934 sul corso Vittorio Emanuele, il palazzo INPS, l'ex Banco di Napoli sul corso Umberto, e infine il Ponte Littorio, per collegare i due nuclei di Pescara (1935), opera distrutta dai tedeschi nel 1944 e ricostruita come Ponte Risorgimento.

## Opere
- 1903, ricostruzione del Santuario del SS. Crocifisso a Treia;
- 1910, Monumento ai Caduti del 1860 a Spoleto;
- 1911, Biblioteca Nazionale Centrale di Firenze[1];
- 1911, Galleria Nazionale d'Arte Moderna di Roma;
- 1912, Palazzo Bazzani (o palazzo della Cassa di Risparmio) ad Ascoli Piceno;
- 1912, Villa Ravà[2] a Roma;
- 1920, Palazzo del Governo di Messina;
- 1924, Monumento ai Caduti a Frosinone;
- 1924, facciata di Santa Maria degli Angeli ad Assisi;
- 1925, Torre degli Alvitreti di Ascoli Piceno;
- 1924, Paradiso sul mare (ex casinò) ad Anzio;
- 1926, Chiesa del Carmine a Messina;
- 1928, Palazzo del Ministero della Pubblica Istruzione;
- 1928, Palazzo delle Poste di Ascoli Piceno;
- 1929, Teatro del Littorio di San Severo;
- 1930, Chiesa della Gran Madre di Dio a Ponte Milvio, Roma;
- 1930, Palazzo degli Studi a Macerata;
- 1930, Monumento ai Caduti a Macerata;
- 1930, Casa del Mutilato di Forlì;
- 1930, Palazzo delle Poste di Forlì;
- 1930, sistemazione ad esedra della piazza di Porta Romana a Rieti;
- 1931, Facciata della Chiesa dei SS. Antonio e Francesco di Pollenza;
- 1932-1934, Monumento ai Caduti a Bosa (Piazza IV Novembre), con Publio Morbiducci;
- 1934, Palazzo della Posta, Pescara (corso Vittorio Emanuele);
- 1934-35, Ponte del Littorio, Pescara (archi e struttura), distrutto nel 1944 e sostituito dal Ponte Risorgimento;
- 1934, Palazzo delle Poste e dei Telegrafi di Rieti;
- 1935, Santuario di Sant'Antonio di Padova a Terni;
- 1936, Stazione Marittima di Napoli;
- 1937, Palazzo delle Poste di Taranto;
- 1937, Palazzo Banca d'Italia di Taranto;
- 1937, Casa del Fascio di Taranto;
- 1938, Cattedrale di San Cetteo a Pescara.

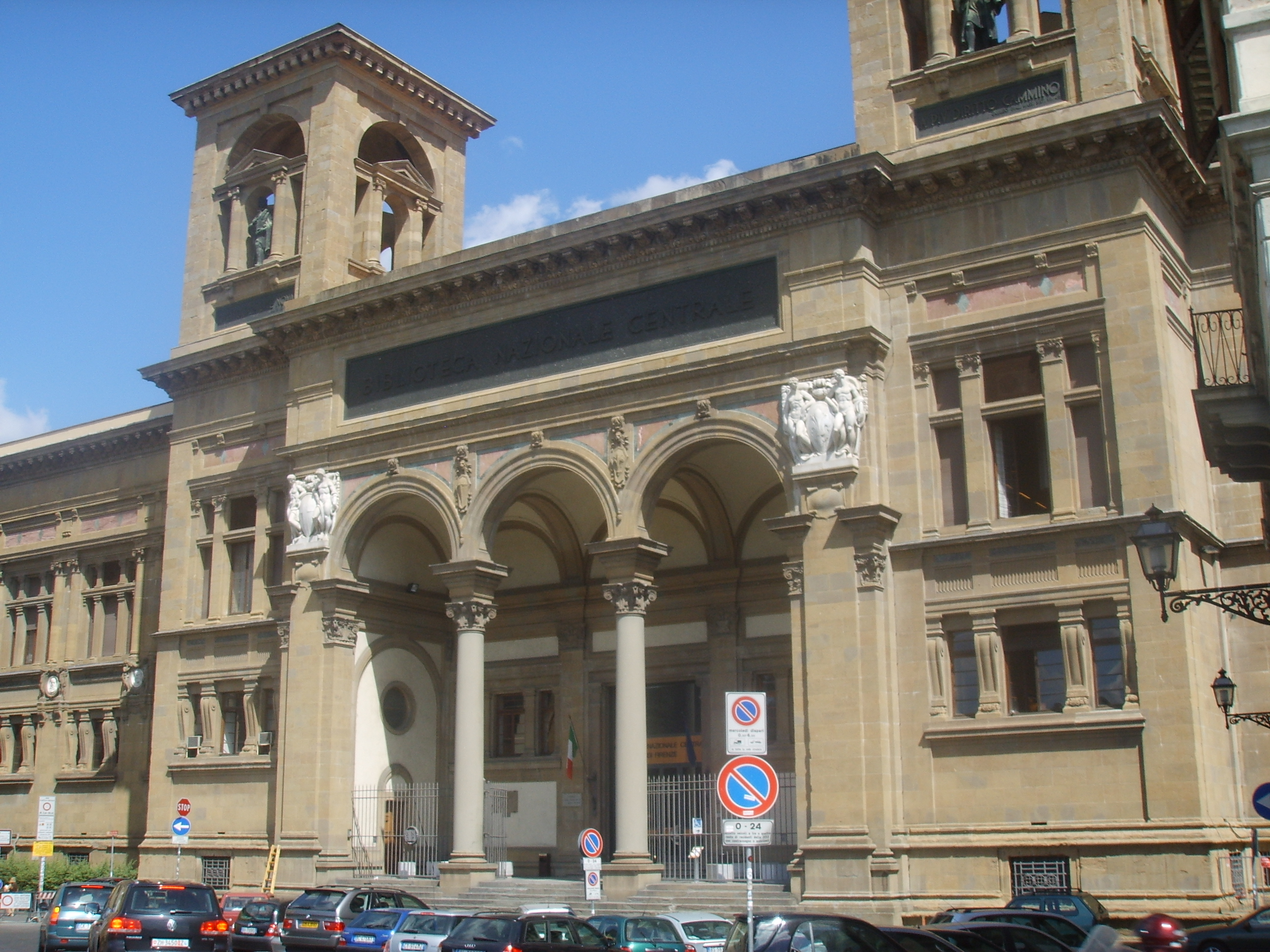
Facciata della Biblioteca Nazionale di Firenze.
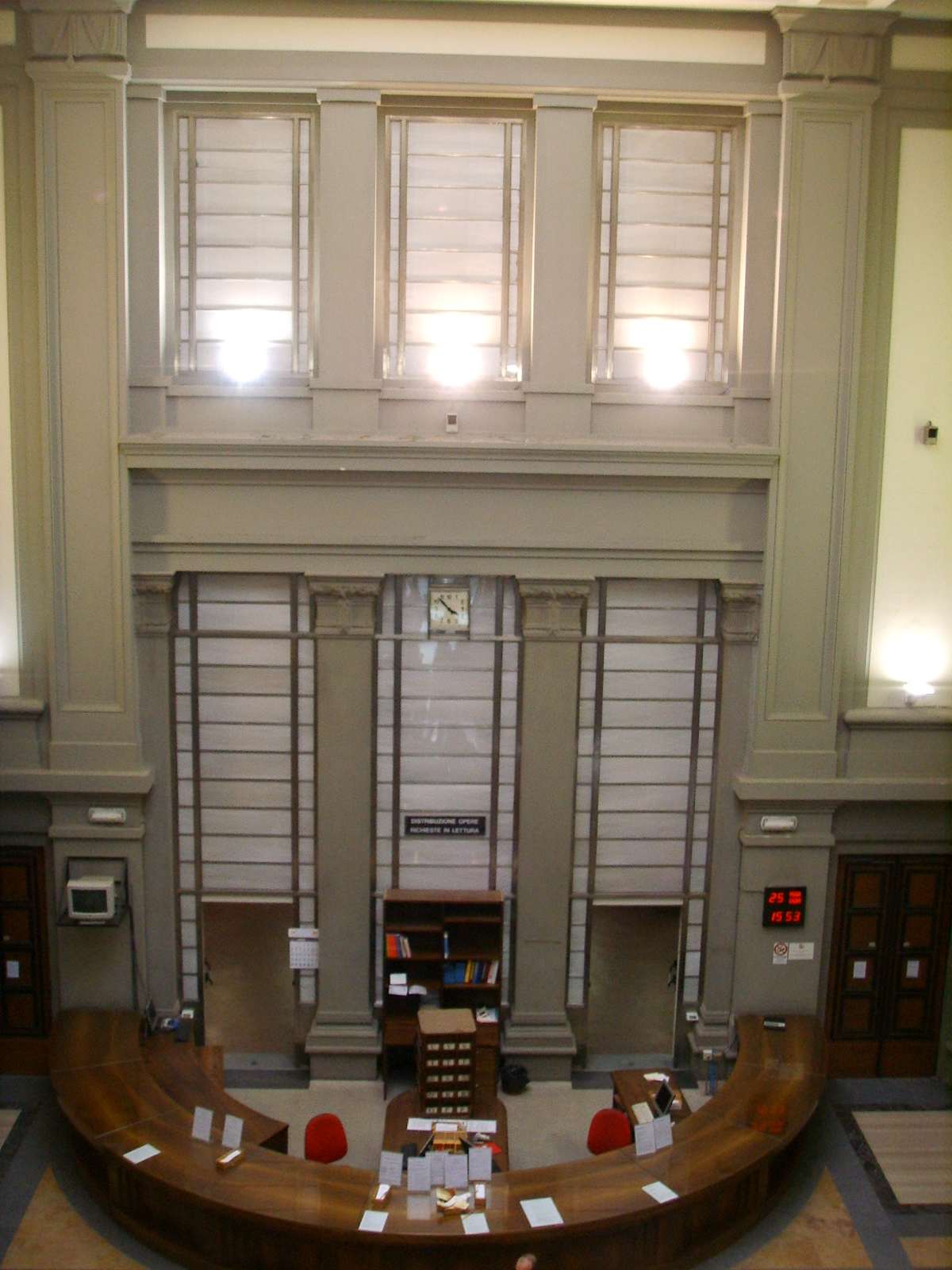
Sala prestito Biblioteca Nazionale di Firenze.
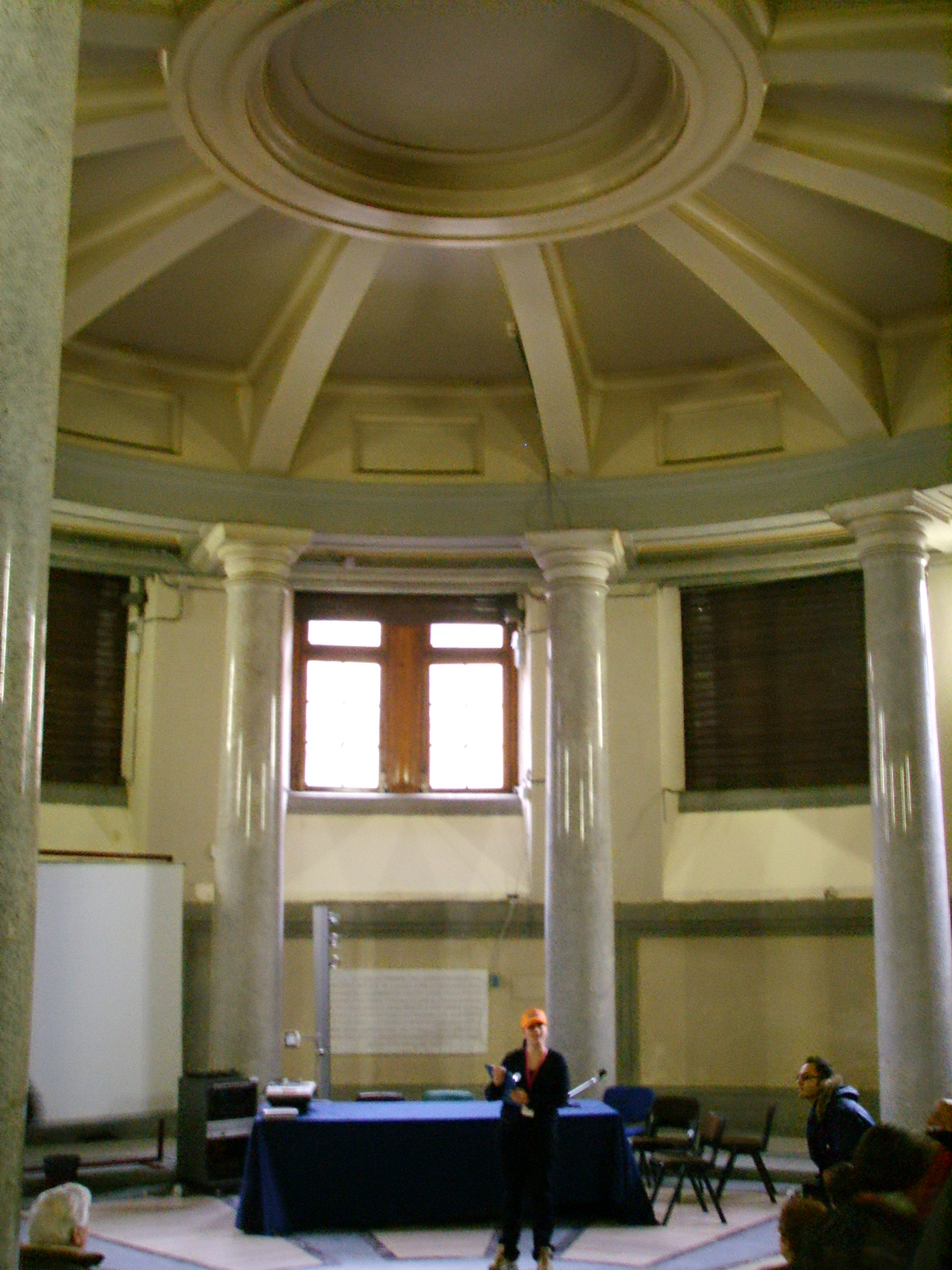
Rotonda della Biblioteca Nazionale di Firenze.
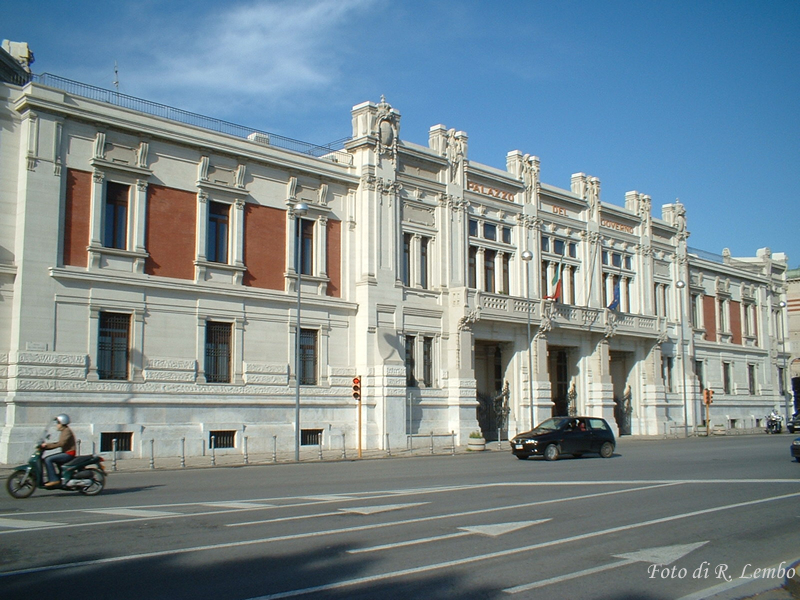
Palazzo del Governo a Messina.
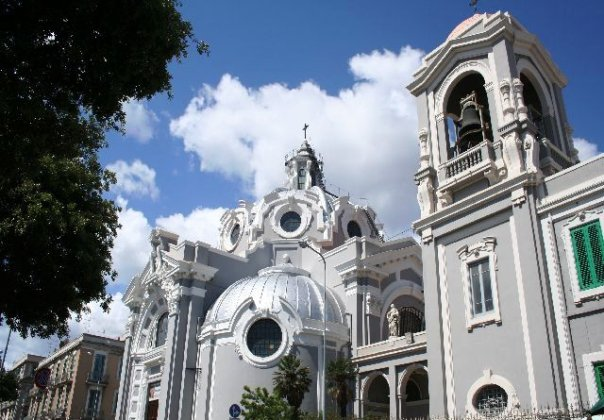
Chiesa del Carmine di Messina.
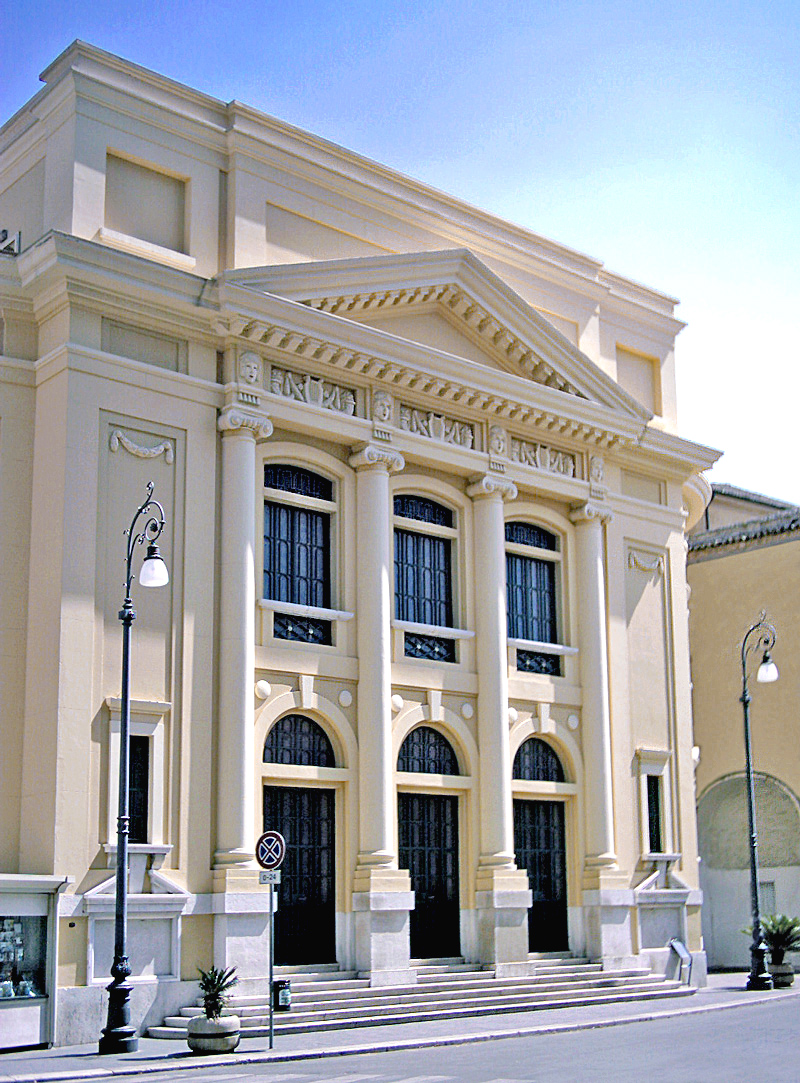
Teatro di San Severo.
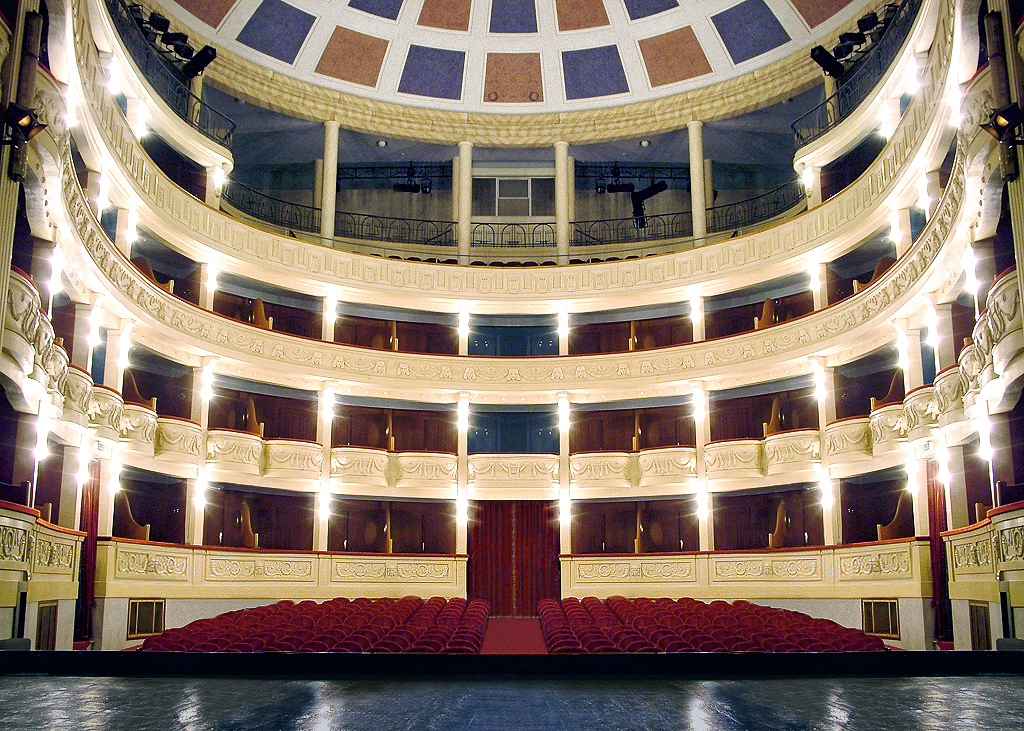
Sala del Teatro di San Severo.
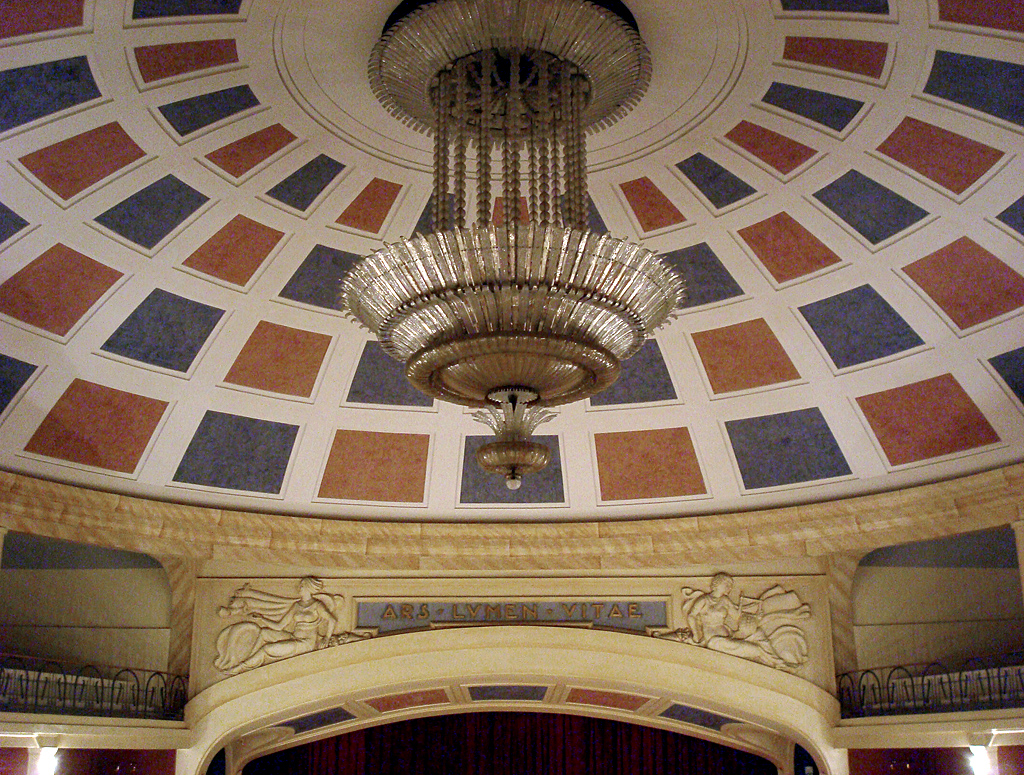
Cupola del Teatro di San Severo.
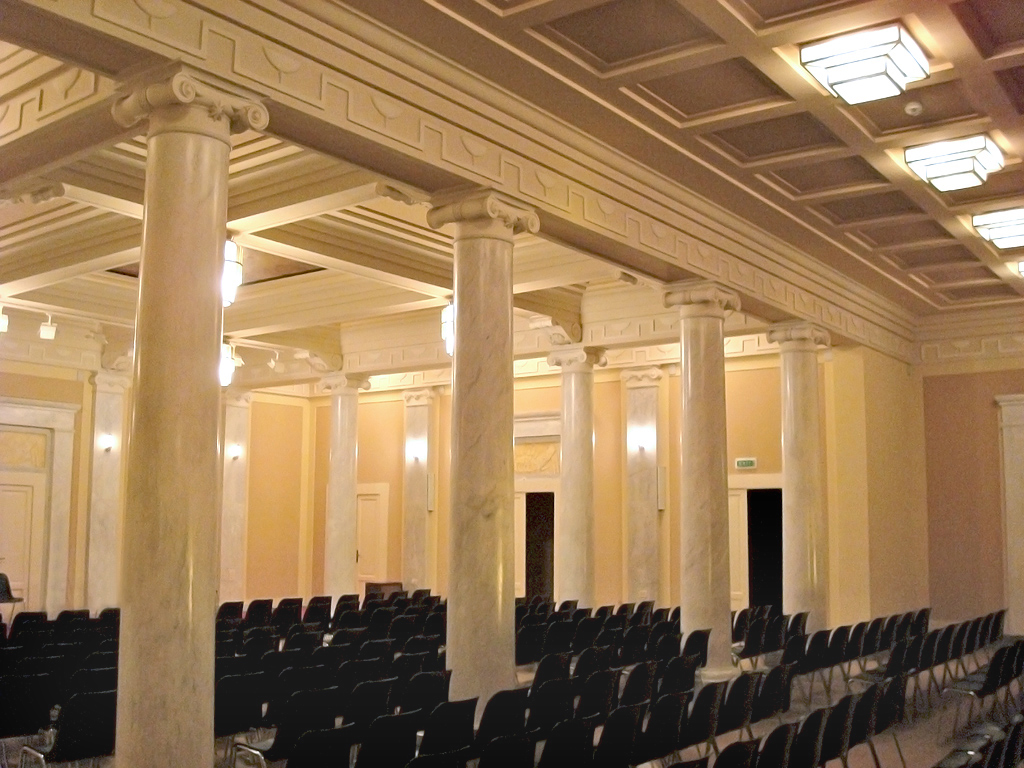
Ridotto dei palchi del Teatro di San Severo.
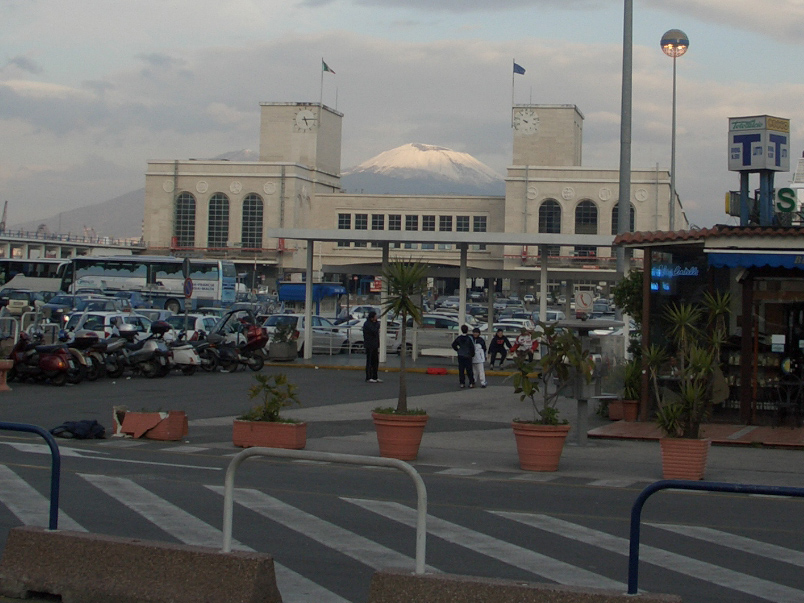
Stazione Marittima di Napoli.
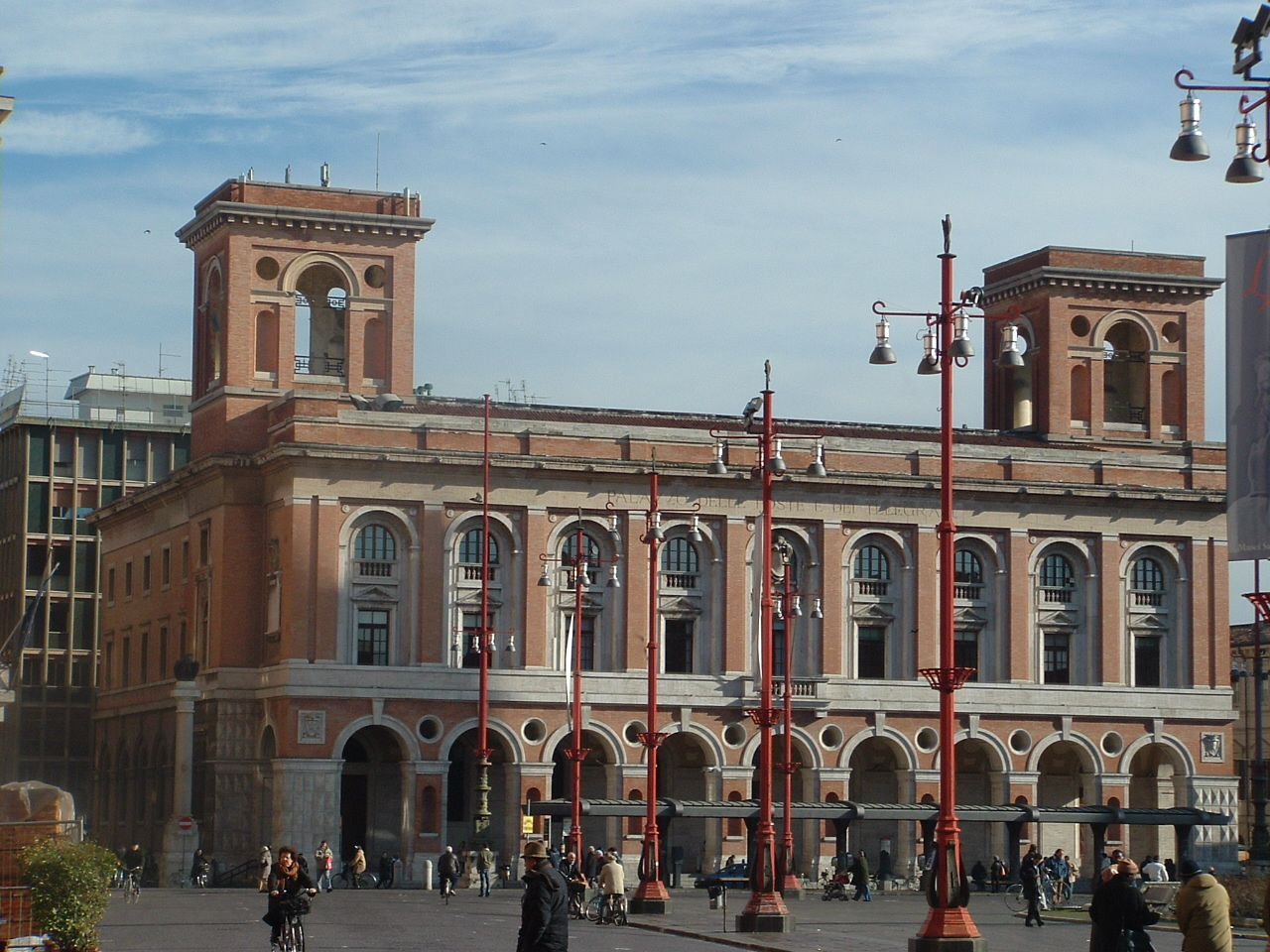
Palazzo delle Poste a Forlì.
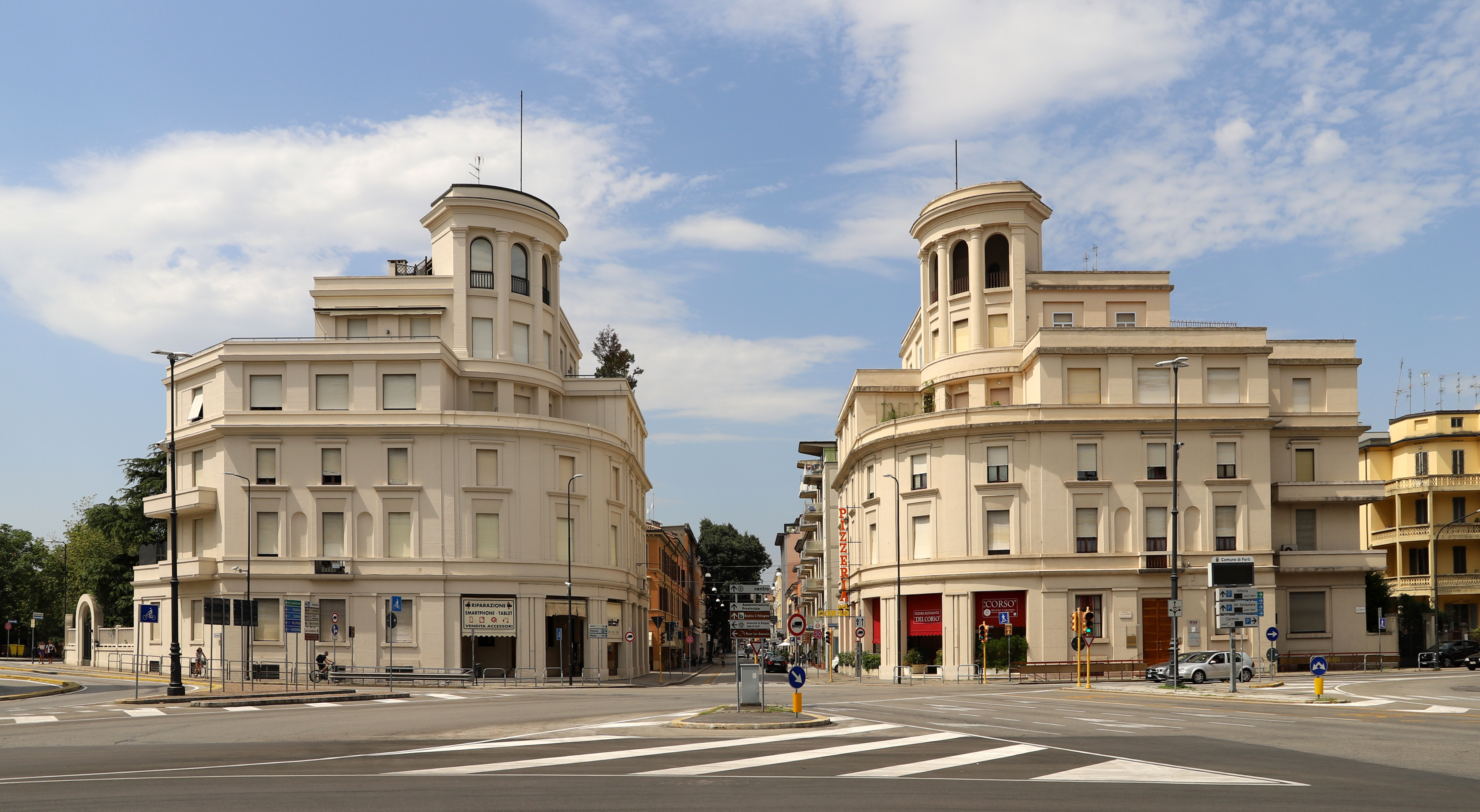
Palazzine gemelle in Piazzale della Vittoria a Forlì.
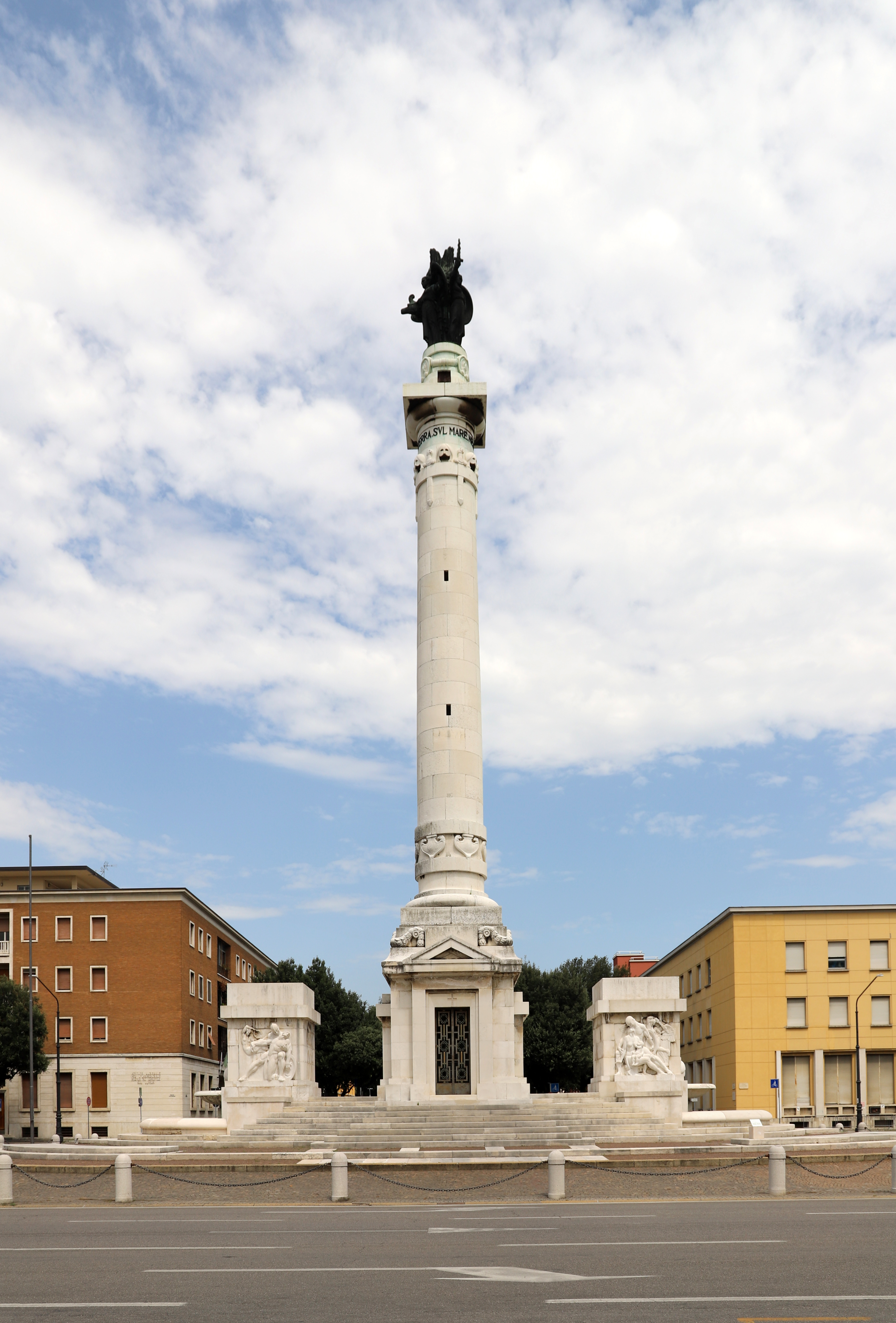
Monumento alla Vittoria nella Prima Guerra Mondiale, a Forlì.
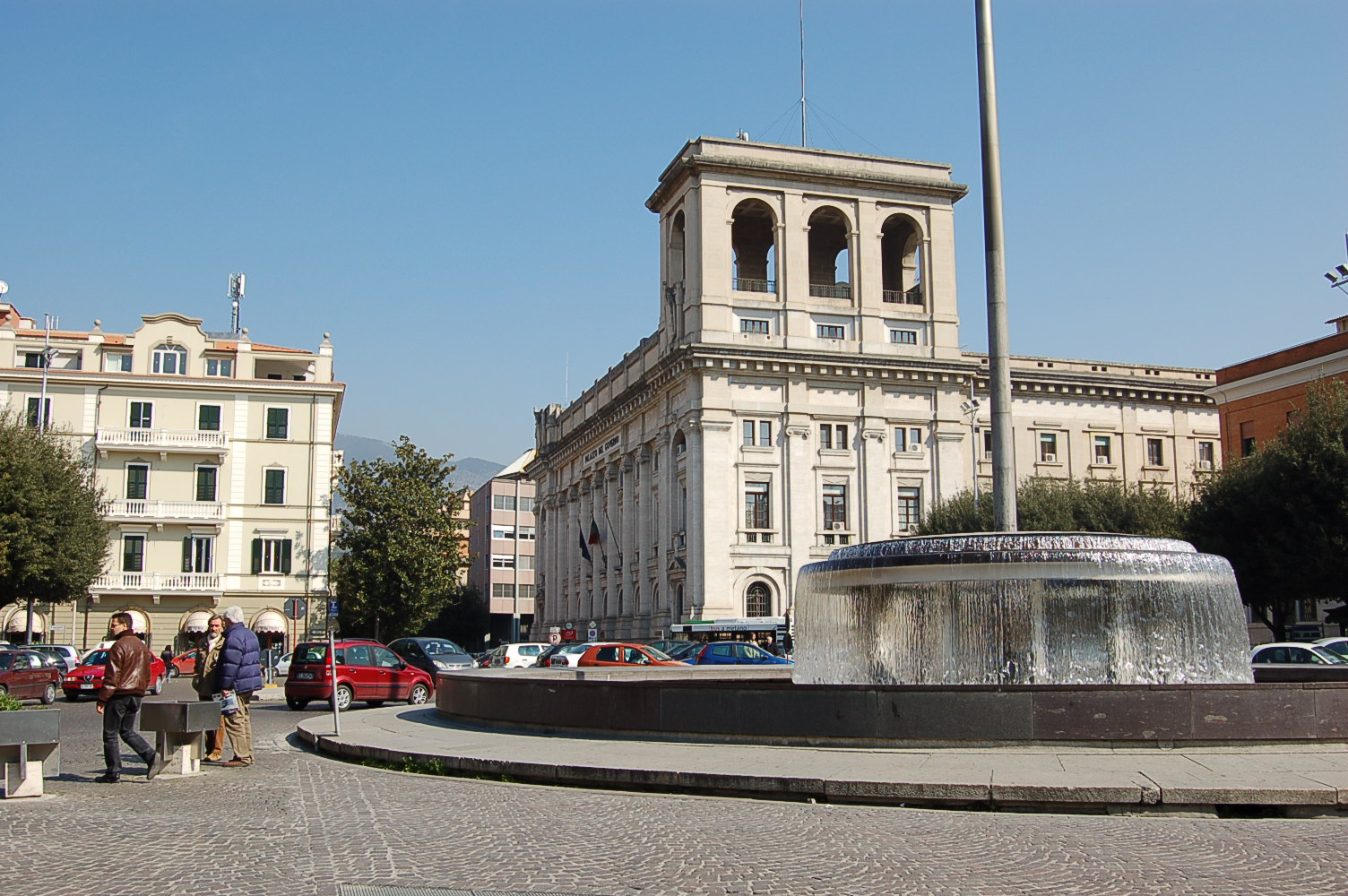
Palazzo della Provincia a Terni.
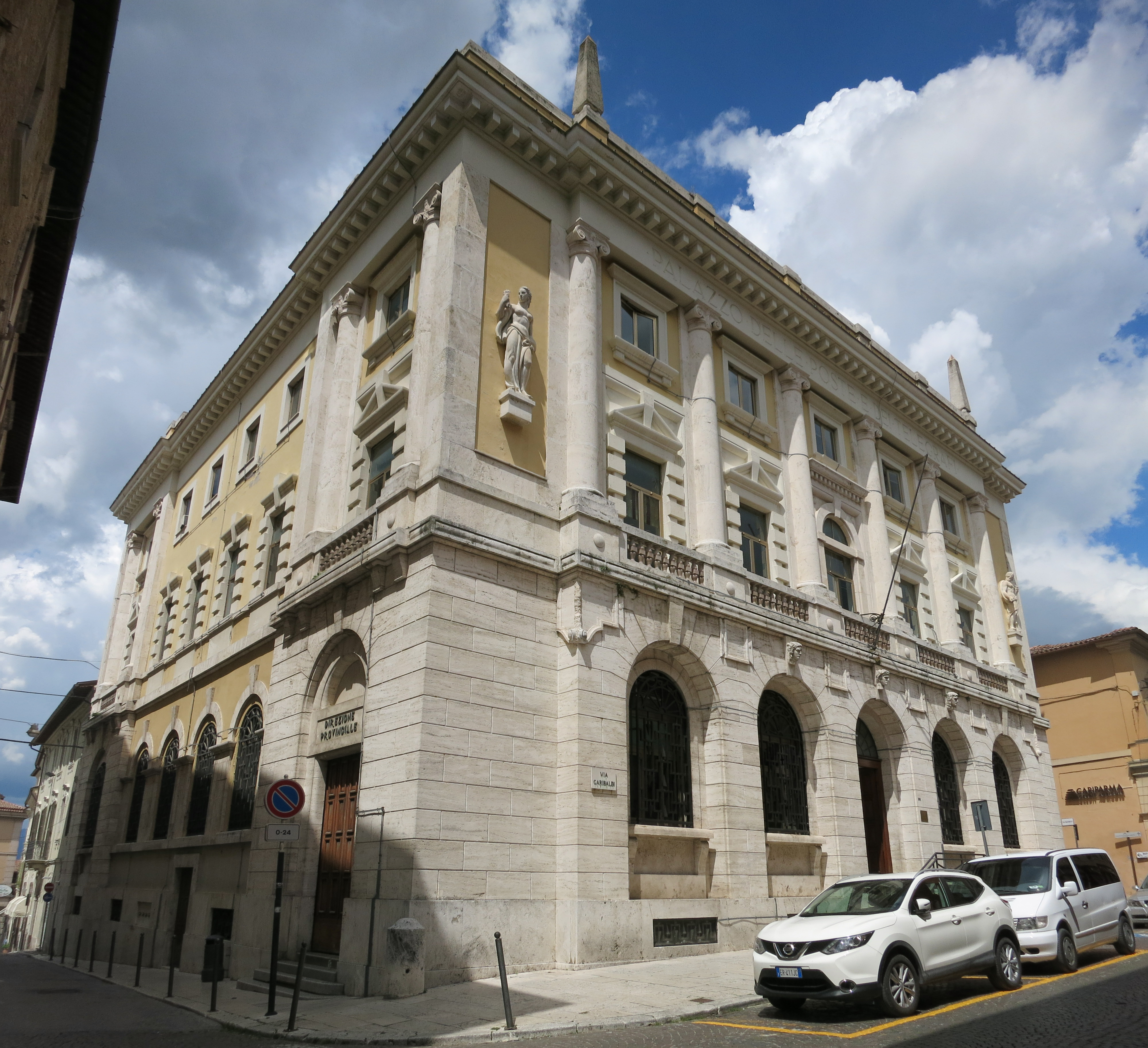
Palazzo delle Poste a Rieti.
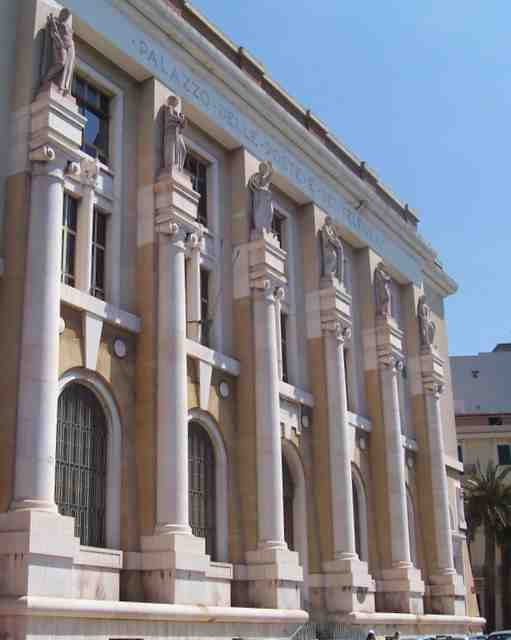
Palazzo delle Poste a Taranto.
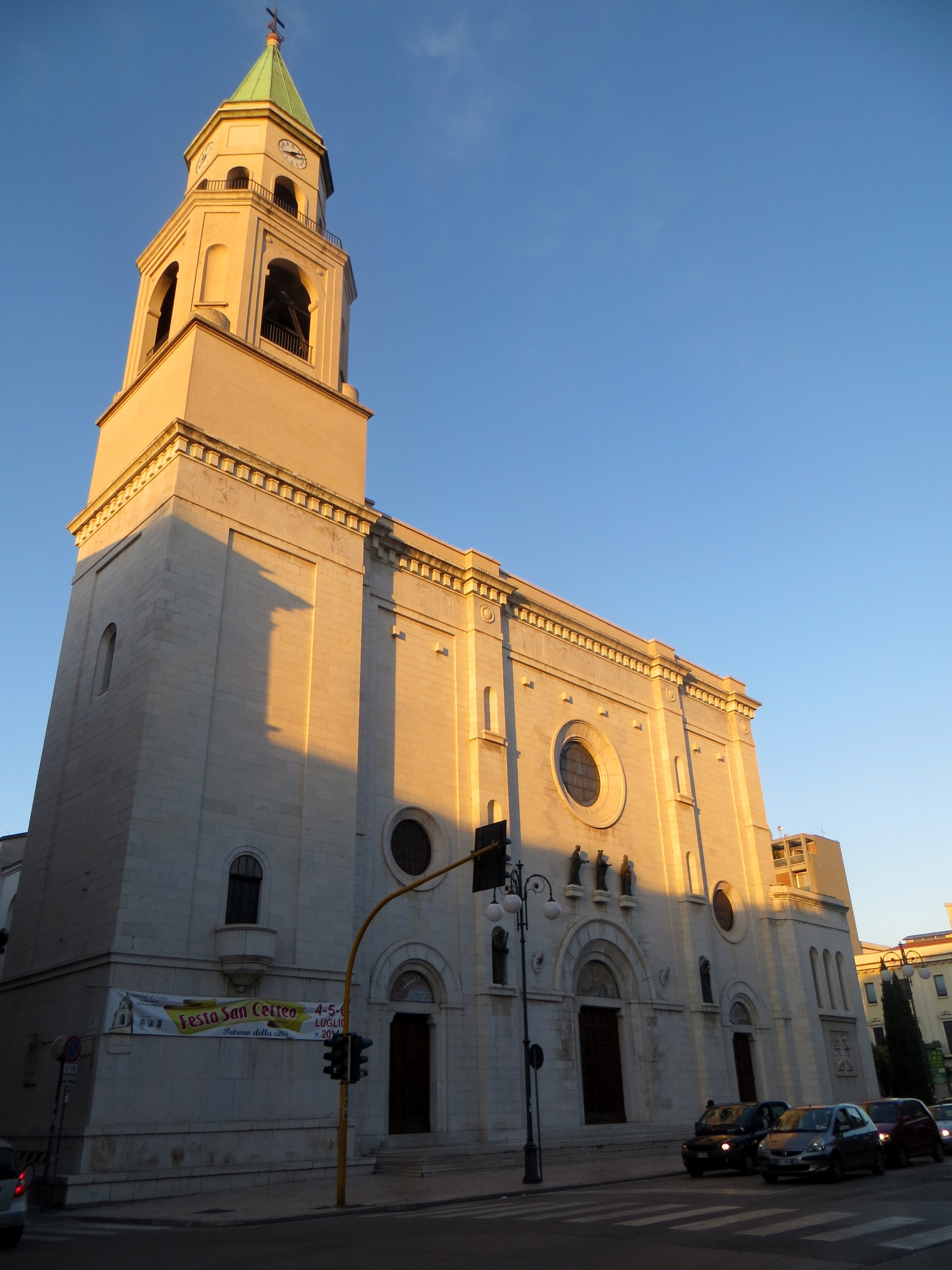
Cattedrale di Pescara.
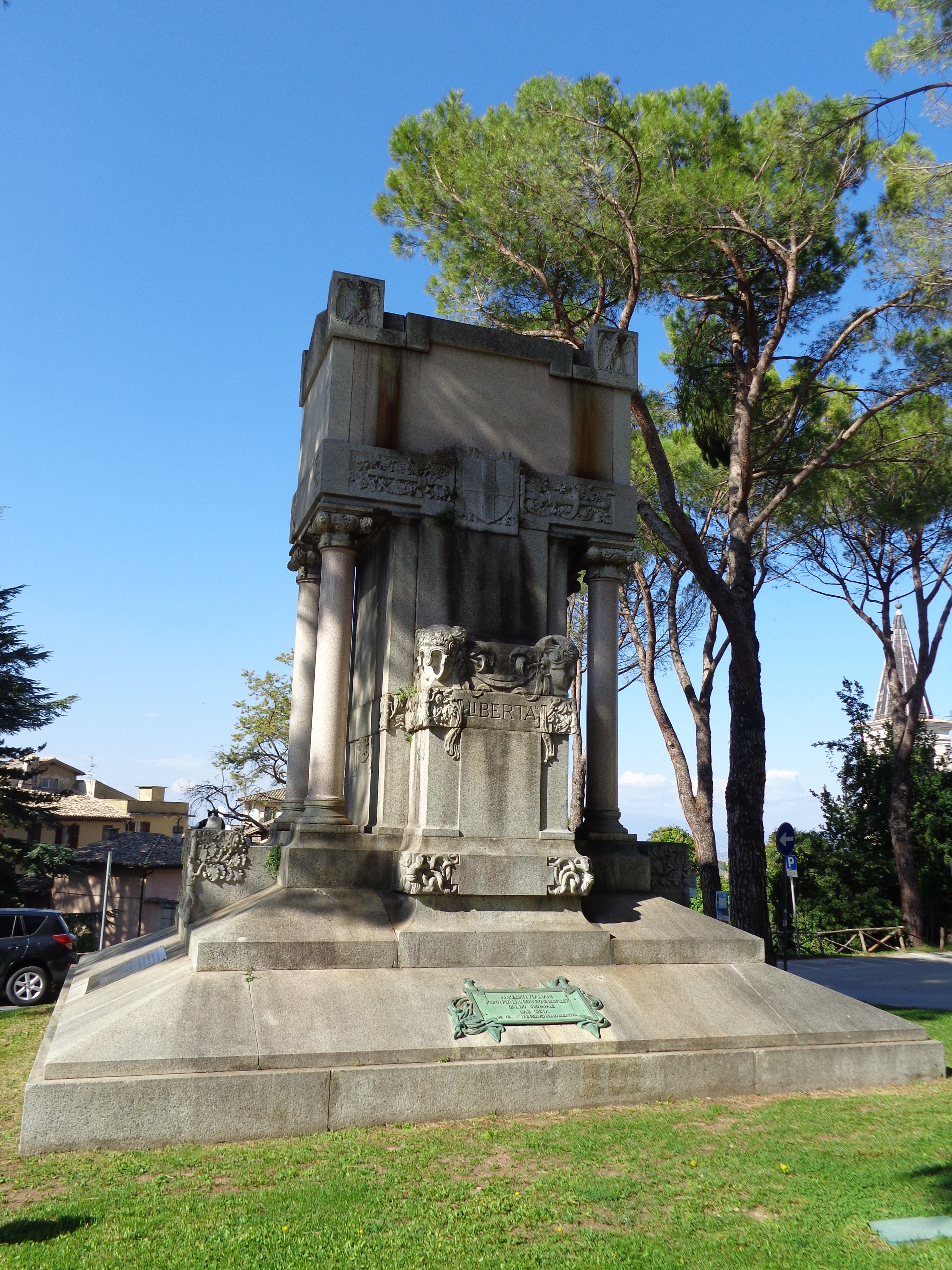
Monumento ai Caduti del 1860 a Spoleto.

## Archivio
Il fondo Cesare Bazzani conservato presso l'Archivio di Stato di Terni comprende i disegni di progetti; l'archivio è stato riordinato, digitalizzato e corredato di una banca dati disponibile sul web.